# بوهدان نیکیشین
بوهدان نیکیشین (اوکراینی: Богдан Сергійович Нікішин، آوانگاری: Bohdan Serhiyovyč Nikišyn؛ زادهٔ ۲۹ مهٔ ۱۹۸۰) شمشیرباز اهل اوکراین است.